# Киксы
Киксы — деревня в Тарском районе Омской области России. Входит в состав Васисского сельского поселения.

## История
Основана в 1907 г. В 1928 г. состояла из 35 хозяйств, основное население — латыши. В составе Васисского сельсовета Знаменского района Тарского округа Сибирского края.

## Население
| 1926 | 2002 | 2010 |
| ---- | ---- | ---- |
| 183  | ↘60  | ↘44  |